# ÖAF
ÖAF (Österreichische Automobil Fabriks-AG) – byłe austriackie przedsiębiorstwo branży motoryzacyjnej, a obecnie marka należąca do koncernu MAN SE, produkujące samochody ciężarowe i specjalistyczne.
Przedsiębiorstwo zostało założone w 1907 roku przez FIAT-a pod nazwą Österreichische Austro-Fiat. W 1925 roku nazwa została zmieniona na obecną. W 1971 roku ÖAF połączył się z przedsiębiorstwem Gräf & Stift w ÖAF-Gräf & Stift AG, po czym obie spółki zostały przejęte przez koncern MAN.